# دنی نونکئو
دنی نونکئو (انگلیسی: Dany Nounkeu؛ زاده ۱۱ آوریل ۱۹۸۶) یک بازیکن فوتبال اهل کامرون است.